# 阿部正喬
阿部 正喬（あべ まさたか）は、江戸時代中期の大名、老中。武蔵忍藩主。忠秋系阿部家4代。

## 生涯
寛文12年（1672年）4月28日、忍藩主・阿部正武の嫡男として生まれた。家督を継ぐ前から元禄12年（1699年）に奏者番、寺社奉行を歴任し、武蔵・相模国の内1万石を与えられ諸侯に列する。宝永元年（1704年）10月、父の死により家督を相続した。この時、弟の正晴に新墾田5000石を分与し自らは10万石を領している。また、以前に領していた1万石は収公され、奏者番と寺社奉行の職を解かれた。
宝永7年（1711年）4月に老中となり、在任中は正徳金銀鋳造の総奉行（1714年 - ）、ならびに7代将軍徳川家継と八十宮吉子内親王（霊元法皇の皇女）の婚姻の総奉行（1716年）、長州藩と徳山藩の争論（万役山事件）の審議を担当している。享保2年（1717年）9月、ちょうど享保の改革の直前に老中を辞任した。その後30年以上は藩政に専念する。
正喬の代ごろから忍藩は財政難に見舞われるようになり、寛保2年（1742年）8月2日には江戸期を通じて最大の洪水が忍を襲う。すなわち利根川と荒川が決壊し、藩領10万石のうち6万石が収穫不可になる未曾有の災害を受け、幕府より1万両拝借を余儀なくされている。
藩主になってから44年経った寛延元年（1748年）に隠居し、寛延3年（1750年）に79歳で死去した。長男の正秋は病気のため廃嫡、三男の正直は正喬に先だって死去し、五男の正敏もきわめて若年だったため、隠居後は実弟で分家の旗本・阿部正晴の長男正允が養嗣子となり家督を継いだ。

## 略歴
- 1672年（寛文12年）4月28日、生誕。
- 1680年（延宝8年）12月11日、徳川綱吉にはじめて拝謁。
- 1699年（元禄12年）3月28日、奏者番。
- 1699年（元禄12年）閏9月28日、寺社奉行兼任。武蔵国幡羅郡、相模国三浦・高座郡の内1万石拝領。
- 1704年（宝永元年）10月29日、忍藩相続。奏者番、寺社奉行辞任。
- 1707年（宝永4年）2月28日、はじめて忍藩領に赴く。
- 1711年（正徳元年）4月11日、老中。
- 1717年（享保2年）9月19日、老中辞任。以後、雁間詰に候す。（将軍に拝謁する際は西湖の間に伺候）
- 1748年（寛延元年）7月29日、隠居。
- 1750年（寛延3年）7月26日、死去。享年79歳。

## 官職および位階等の履歴
- 1686年（貞享3年）12月26日、従五位下出羽守。
- 1692年（元禄5年）11月15日、飛騨守。
- 1709年（宝永6年）12月18日、従四位下に昇進。
- 1711年（正徳元年）4月11日、豊後守。
- 1711年（正徳元年）6月1日、侍従。

## 系譜
父母
- 阿部正武（父）
- 井伊直澄の養女 ー 井伊直縄の娘（母）

正室
- 井伊直興の娘

側室
- 草本氏

子女
- 奥平昌成正室
- 阿部正秋（長男）生母は正室
- 阿部正乗
- 阿部正直（次男）生母は正室
- 阿部図書
- 阿部正敏（五男）生母は草本氏（側室）
- 阿部銕之助
- 阿部要之丞

養子、養女
- 阿部正允 ー 阿部正晴の長男
- 宝蓮院 ー 間部詮言正室、阿部正房の娘
- 阿部正直の娘
- 井伊直存室 ー 阿部正晴の娘